# Pete Shotton
Peter "Pete" Shotton, född 4 augusti 1941 i Liverpool, död 24 mars 2017 i Knutsford i Cheshire, var en brittisk affärsman. Han var skolkamrat till John Lennon och spelade tvättbräda i Lennons skifflegrupp The Quarrymen.